# Peuceptyelus matsumuri
Peuceptyelus matsumuri är en insektsart som beskrevs av Metcalf och James Heathman Horton 1934. Peuceptyelus matsumuri ingår i släktet Peuceptyelus och familjen spottstritar. Inga underarter finns listade i Catalogue of Life.